# Хила
Хила (грч. Ύλας, лат. Hylas) је био Хераклов (у римској митологији Херкул) штитоноша и љубавник. Прича о његовој отмици, коју су извеле водене нимфе, се појављује као тема античке уметности, али и у Западној Уметности и класичној традицији.

## Родослов
У грчкој митологији, Хила је био син Тејодаманта, краља Дриопљана. Римски извори попут Овидија кажу да је Хилов отац био Тејодамант а његова мајка нимфа Менодикa (Metamorphoses, 9.279), или да му је мајка била жена Тејодаманта, чија је прељуба са Хераклом изазвала рат између њега и њеног мужа.
Након што је Херакле убио Тејодаманта у двобоју, присвојио је Хила као штитоношу и научио га да буде ратник. Александријски песник Теокрит (око 300 год. п. н. е.) је писао о љубавном односу Херакла и Хила у самосталном епу ”Хилас”: “Ми нисмо први смртници који виде лепоту у ономе што лепо. Да, чак је и Амфитрионов син бронзаног срца, који је убио дивљег Немејског лава, волео момка – шармантног Хила, коврџаве косе. Попут оца и сина, он га је научио свему што га је учинило моћним и познатим човеком.”

## Аргонаути
Хераклe је повео Хила са собом на брод Арго, као члана Аргонаута. На походу у Колхиду, Аргонаути су својим бродом пристали уз обалу да попуне залихе воде и хране. Херакле је послао младог Хила да му у шлему донесе мало воде са оближњег извора. На извору Пеге у Мизији, тамошње нимфе, (Дриопа), чим су угледале прелепог Хила увукле су га у воду и нису га више пуштале. Хила је нестао без трага (по списама Аполонија Рођанина). Хераклe, одузет од туге и беса, је заједно са Полифемом,који је чуо очајнички крик Хила, дуго трагао за њим. Брод Арго је наставио са пловидбом без њих. Како га нису пронашли, за неко време су одгодили и путовање, тако да је Полифем остао у Мизији и ту утемељио град Киос, а Херакле се вратио у Лидију, где је по одлуци богова морао служити код краљице Омфале. Судећи по Аргонаутици Гаја Валерија Флака, Хераклo никад није успео да нађе Хиласа јер се овај заљубио у нимфе и остао да ”ужива у њиховој моћи и лепоти.”

## Културолошке референце
Сачувано је, из античког доба, много осликаних ваза, рељефа и мозаика са приказом „Отмице Хила“, а највећи мозаик је нађен у околини Рима. Мозаик потиче из 3. века а данас се налази у Ермитажу. Можда једна од најпознатијих скулптура је „Хила и нимфе“, рад Џ. Џибсона из 1826. године. Скулптура се налази у Тејт галерији у Лондону.